# Nationalpark Kaboré-Tambi
Der Nationalpark Kaboré-Tambi (französisch parc national Kaboré-Tambi) ist ein Naturschutzgebiet (IUCN-Kategorie II) im Süden Burkina Fasos, zwischen Ouagadougou und der ghanaischen Grenze in der Nähe der Stadt Pô gelegen. Es folgt dem Lauf des Nazinon. Im Jahre 1976 als Pô-Nationalpark (parc national de Pô) gegründet, wurde der Park später nach einem 1991 dort getöteten Wildhüter umbenannt. Etwas weiter südlich liegt ein weiteres Naturschutzgebiet, die Ranch de Nazinga.
Der Park umfasst 1555 km² und liegt auf 200 bis 400 m Höhe über dem Meeresspiegel. Der Jahresniederschlag liegt bei 600 bis 800 mm.
Die Vegetation besteht aus typischen sudanischen Savannen, aber auch Galeriewäldern und Schwemmflächen des Nazinon. Es kommen Löwen, Elefanten, Büffel, Warzenschweine, Paviane, zahlreiche Antilopenarten und viele Vögel vor.